# Live Killers
Live Killers ist das 1979 erschienene, erste Livealbum der britischen Rockgruppe Queen und damit das insgesamt achte Album der Band.

## Das Album
Nach sieben Studioalben ist Live Killers sowohl das erste Live- als auch das erste Doppelalbum von Queen. Es enthält Aufnahmen von verschiedenen Konzerten des europäischen Abschnitts der Jazz-Tournee, der von Mitte Januar bis Anfang März 1979 durch Deutschland, Belgien, die Niederlande, die Schweiz, Jugoslawien, Frankreich und Spanien führte. Von welchen Auftritten die einzelnen Mitschnitte stammen, ist aus den Angaben auf dem Album nicht ersichtlich. Ein Vergleich mit einem Bootleg-Album vom Konzert am 2. Februar 1979 in Frankfurt am Main zeigt aber, dass wohl ein größerer Teil der Aufnahmen aus genau diesem Konzert stammt.
Auf Live Killers enthalten ist die schnelle (BBC-)Version von We Will Rock You, die sich von der bekannten Fassung aus dem Album News of the World deutlich unterscheidet. In Brighton Rock ist Brian Mays ausgedehntes drei-stimmiges Gitarrensolo zu hören – eingebettet in eine Art Improvisation mit der Rhythmusgruppe Taylor/Deacon.
Insgesamt umfasst das Doppelalbum 21 Live-Interpretationen sowie das abschließende, vom Band kommende God Save the Queen. Mit den meisten Stücken sind die Alben A Night at the Opera (7), News of the World (6) und Jazz (4) vertreten. Von Sheer Heart Attack sind drei Stücke sowie von A Day at the Races und Queen jeweils ein Titel dabei. Kein Lied wurde auf dieser Tournee vom Album Queen II gespielt. Die Gesamt-Spieldauer von Live Killers ist ein wenig kürzer als jene bei den Konzerten; die Reihenfolge der Stücke ist leicht verändert. Live regelmäßig auf der Set-List, aber nicht auf diesem Album enthaltene Titel sind If You Can’t Beat Them (beziehungsweise das teilweise stattdessen gespielte Fat Bottomed Girls), It’s Late und Somebody to Love.
Das Konzept des Album-Covers stammt von Queen. Fotografiert wurde das Cover-Bild von Koh Hasebe (auf dem Album falsch „Hasabe“ geschrieben), die Rückseite und zahlreiche Fotos der Innentasche wurden von dem deutschen Fotografen Detlef Moritz in Paris geschossen. Dieser wurde auf ausdrücklichen Wunsch der Gruppe aus Köln eingeflogen. Der Marketingleiter der EMI Walter Pütz hatte es möglich gemacht. Für das Design war Foster & Knowles Advertising and Ichikudo Printing Co. Ltd. verantwortlich.
In den britischen Charts kam Live Killers auf Platz 3. Das Album erhielt Gold-Status in Großbritannien und Doppel-Platin in den USA. Die als Single ausgekoppelte Live-Version von Love of My Life erreichte in den britischen Singles-Charts lediglich Platz 63. Dies ist die mit Abstand schlechteste Platzierung einer Queen-Single in Großbritannien (abgesehen von ihrer Debüt-Single Keep Yourself Alive, die gar nicht in die Charts gelangt war).
Von der Jazz-Europa-Tournee gibt es auch eine Fernsehaufzeichnung des Südfunk Stuttgart: Die knapp 45 Minuten dauernde Sendung Music Box enthält u. a. Aufnahmen von den Konzert-Vorbereitungen, ein von Thomas Gottschalk mit der Band geführtes Interview sowie einen circa 25-minütigen Mitschnitt des Queen-Auftritts am 10. Februar 1979 in der Münchner Rudi-Sedlmayer-Halle.

## Titelliste
LP 1, Seite 1 (bzw. CD 1)
1. We Will Rock You (May) – 3:17
2. Let Me Entertain You (Mercury) – 3:16
3. Death on Two Legs (Mercury) – 3:33
4. Killer Queen (Mercury) – 1:57
5. Bicycle Race (Mercury) – 1:29
6. I’m in Love with My Car (Taylor) – 2:01
7. Get Down, Make Love (Mercury) – 4:31
8. You’re My Best Friend (Deacon) – 2:10

LP 1, Seite 2 (bzw. CD 1)
1. Now I’m Here (May) – 8:42
2. Dreamers Ball (May) – 3:42
3. Love of My Life (Mercury) – 4:59
4. ’39 (May) – 3:26
5. Keep Yourself Alive (May) – 4:00

LP 2, Seite 1 (bzw. CD 2)
1. Don’t Stop Me Now (Mercury) – 4:28
2. Spread Your Wings (Deacon) – 5:15
3. Brighton Rock (May) – 12:16

LP 2, Seite 2 (bzw. CD 2)
1. Bohemian Rhapsody (Mercury) – 6:01
2. Tie Your Mother Down (May) – 3:41
3. Sheer Heart Attack (Taylor) – 3:35
4. We Will Rock You (May) – 2:48
5. We Are the Champions (Mercury) – 3:27
6. God Save the Queen (Trad. Arr. May) – 1:33

Vor Bohemian Rhapsody singt Freddie Mercury das A-cappella-Intro von Mustapha.
Die Zeitangaben beziehen sich auf die CD-Titel (einschließlich Ansagen und Applaus) und nicht auf die tatsächlichen (meist kürzeren) Titel-Längen.
Produziert wurde das Album von Queen. Aufgenommen wurde es von John Etchells im Manor Mobile während der von Januar bis März 1979 dauernden Europa-Tournee. Der Mix des Albums fand in den Mountain Studios in Montreux statt. Assistierender Toningenieur war dabei David Richards, der spätere Koproduzent einiger Queen-Alben. Im selben Jahr wurden diese direkt am Genfersee gelegenen Studios von Queen gekauft; bereits im Jahr zuvor war darin teilweise ihr Album Jazz aufgenommen worden.

## Equipment
Zusätzlich zu den Instrumenten der Musiker sind die Hersteller angegeben:
- Klavier: Steinway
- Bass: Fender Precision
- Schlagzeug: Ludwig sowie Gretsch in Dreamers Ball und ’39
- Tamburin: Ludwig
- Pauke: Ludwig
- Gong: Paiste
- E-Gitarre: Red Special
- akustische Gitarre: Ovation Pacemaker

## Singleauskoppelungen
- Love of My Life (1979)
- We Will Rock You (1979: USA, Kanada, Japan u. a.)

## Kritiken in den Medien
“This package is a perfectly adequate retrospective on most of their best songs.”

„Dieses Album ist eine absolut angemessene Retrospektive ihrer besten Songs.“

“Bring out the champagne and roses, this is a triumph. […] This album enhances Queen’s songs and isn’t a mere fill in until the next studio project. Listen and you’ll not be disappointed.”

„Holt den Champagner und die Rosen heraus, das ist ein Triumph. […] Dieses Album wertet die Songs von Queen auf und ist nicht nur ein Lückenfüller bis zum nächsten Studioalbum. Hört es euch an, ihr werdet nicht enttäuscht sein.“

“For reasons unknown, the record was criticized harshly when it was first released, but listening to it today, it is an excellent document of Queen at the height of their ‘70s arena rock powers. Including selections from their debut, 1973’s Queen, up until 1978’s Jazz, the album is a solid mix of early hits and forgotten album tracks, all given new life in the concert setting while the zealous crowd often sings along. A different, more up-tempo version of ‘We Will Rock You’ opens the album, starting things off in grand style.”

„Aus unbekannten Gründen wurde das Album bei seiner Veröffentlichung heftig kritisiert, aber wenn man es heute hört, ist es ein hervorragendes Dokument der Blütezeit von Queen als Arena-Rock-Band der 70er Jahre. Mit einer Auswahl aus ihrem Debütalbum „Queen“ von 1973 bis hin zu „Jazz“ von 1978 ist das Album eine solide Mischung aus frühen Hits und vergessenen Albumtiteln, die alle im Konzertkontext neues Leben erhalten, während das begeisterte Publikum oft mitsingt. Eine andere, temporeichere Version von „We Will Rock You“ eröffnet das Album und sorgt für einen grandiosen Start.“

## Kommerzieller Erfolg

### Chartplatzierungen
| ChartsChartplatzierungen       | Höchstplatzierung | Wochen/ Monate |
| ------------------------------ | ----------------- | -------------- |
| Deutschland (GfK)              | 4 (41 Wo.)        | 41 Wo.         |
| Österreich (Ö3)                | 3 (3 Mt.)         | 3 Mt.          |
| Schweiz (IFPI)                 | 34 (2 Wo.)        | 2 Wo.          |
| Vereinigte Staaten (Billboard) | 16 (14 Wo.)       | 14 Wo.         |
| Vereinigtes Königreich (OCC)   | 3 (29 Wo.)        | 29 Wo.         |

| ChartsJahrescharts (1979) | Platzierung |
| ------------------------- | ----------- |
| Deutschland (GfK)         | 31          |
| Österreich (Ö3)           | 16          |

### Auszeichnungen für Musikverkäufe
| Land/Region                  | Auszeichnungen für Musikverkäufe (Land/Region, Auszeichnung, Verkäufe) | Verkäufe  |
| ---------------------------- | ---------------------------------------------------------------------- | --------- |
| Deutschland (BVMI)           | Gold                                                                   | 250.000   |
| Niederlande (NVPI)           | Platin                                                                 | 100.000   |
| Österreich (IFPI)            | Gold                                                                   | 25.000    |
| Polen (ZPAV)                 | Platin                                                                 | 100.000   |
| Schweiz (IFPI)               | Gold                                                                   | 25.000    |
| Vereinigte Staaten (RIAA)    | 2× Platin                                                              | 2.000.000 |
| Vereinigtes Königreich (BPI) | Gold                                                                   | 100.000   |
| Insgesamt                    | 4× Gold · 4× Platin ·                                                  | 2.600.000 |

Hauptartikel: Queen (Band)/Auszeichnungen für Musikverkäufe